# Cheilosia lola
Cheilosia lola är en tvåvingeart som beskrevs av Zimina 1970. Cheilosia lola ingår i släktet örtblomflugor, och familjen blomflugor. Inga underarter finns listade i Catalogue of Life.